# René Goris (atleet)
René Goris (Heusden, 23 februari 1946) is een voormalige Belgische atleet, die gespecialiseerd was in de lange afstand. Hij nam eenmaal deel aan de Olympische Spelen.

## Biografie
Goris werd in 1972 tweede op het Belgisch kampioenschap op de 5000 m. Op die afstand werd hij dat jaar ook geselecteerd voor de Olympische Spelen in München. Hij werd uitgeschakeld in de series.
Goris nam in 1971 en 1972 deel aan de Landencross veldlopen. Hij werd in 1971 veertiende.

### Clubs
Goris was aangesloten bij FC Luik.

## Persoonlijke records
| Onderdeel | Prestatie | Datum            | Plaats  |
| --------- | --------- | ---------------- | ------- |
| 5000 m    | 13.32,8   | 24 augustus 1972 | Brussel |
| 10.000 m  | 28.52,6   | 30 juli 1972     | Landen  |

## Palmares

### 5000 m
- 1972:  BK AC – 13.45,0
- 1972: 6e in serie OS in München – 13.57,8

### veldlopen
- 1970:  Cross van Hannuit
- 1970:  WK voor Universitairen in Bern
- 1971: 14e Landencross in San Sebastian
- 1971:  landenklassement Landencross
- 1972: 34e Landencross in Cambridge
- 1972:  landenklassement Landencross
- 1972:  WK voor Universitairen in Guildford